# Михаило Лађевац
Михаило Лађевац (Београд, 22. јануар 1976) српски је позоришни, телевизијски и филмски глумац.

## Биографија
Михаило Лађевац је рођен 22. јануара 1976. године у Београду. Глуму је дипломирао 1999. године Факултету драмских уметности Универзитета уметности у Београду у класи професора Предрага Бајчетића. Од 15. августа 2001. године је стални члан Народног позоришта у Београду. Најпознатији је по улози Дејана у филму 011 Београд из 2003. године.

## Филмографија
| Год.        | Назив                             | Улога             |
| ----------- | --------------------------------- | ----------------- |
| 2000-те     |                                   |                   |
| 2003.       | 011 Београд                       | Дејан             |
| 2008.       | Милош Бранковић                   | Бобо              |
| 2008.       | Горки плодови (ТВ серија)         | Млади глумац      |
| 2009.       | Кад на врби роди грожђе           | Фризер            |
| 2010-те     |                                   |                   |
| 2011.       | Мирис кише на Балкану (ТВ серија) | Господин Легат    |
| 2015- 2016. | Андрија и Анђелка                 | Анђелкин пријатељ |

## Позориште
Глумио је у представама:
- 2010. А. Дејвис, “Сан летње ноћи” режија Александра Дејвис, лик Артур, Позориште “Пуж”, Београд
- 2009. Т. Кушнер, “Код куће/Кабул” режија Жељко Ђукић, лик Куађа, Народно позориште у Београду
- 2008. Ж. Фејдо, “Дама из Максима” режија Славенко Салетовић, лик Петипон, Опера и позориште “Мадленианум” у Београду
- 2007. Ј. С. Поповић, “Покондирена тиква” режија Јагош Марковић, лик Јован, Народно позориште у Београду
- 2007. А. Н. Островски, “Таленти и обожаваоци” режија Славенко Салетовић, лик П. Ј. Мелузов, Народно позориште у Београду
- 2007. В. Шекспир, “Ненаграђени љубавни труд” режија Никита Миливојевић, лик Димен, Центар за културу Тиват, Црна Гора и Битеф театар, Београд, Србија
- 2006. В. Шекспир, “Ромео и Јулија” режија Ивана Вујић, лик Меркуцијо, Народно позориште у Београду
- 2006. Љ. Тадић, “Како је то диван призор…” режија Љубивоје Тадић, лик Никола Тесла, Позориште “Огледало”, Београд
- 2006. Ж. Л. Лагарс, “Сам крај света” режија Влатко Илић, лик Луј, Позориште “Душко Радовић”, Београд
- 2006. В. Шекспир, “Богојављенска ноћ” режија Бојана Лазић, лик Себастијан, Позориште “Бошко Буха”, Београд
- 2005. Н. В. Гогољ, “Женидба” режија Славенко Салетовић, лик Поткољосин, Народно позориште у Београд
- 2004. Б. Нушић, “Госпођа Министарка” режија Јагош Марковић, лик Миле – бистро дете, Народно позориште у Београду
- 2003. Н. Валсе, “Незвани гост” режија Вида Огњеновић, лик Артур Клевен, Народно позориште у Београду
- 2003. Ж. Б. П. Молијер, “Уображени болесник” режија Дјордје Марјановиц, лик Тома Диафоарус, Народно позориште у Београду
- 2003. М. Кар, “Порша Коклан” режија Ксенија Крнајски, лик Сенчил Дорли, Позориште “Душко Радовић”
- 2002. Х. Ибзен, “Непријатељ народа” режија Боро Драшковић, лик Билинг, Народно позориште у Београду
- 2001. А. П. Чехов, “Иванов” режија Никита Миливојевић, лик Јегорушка, Атеље 212
- 2001. С. Стефановић, “Смрт Уроша В” режија Мира Ерцег, лик Југ Богдан, Центар за културну деконтаминацију
- 2001. Љ. Симовић, “ Путујуће позориште Шопаловић” режија Кокан Младеновић, лик Филип Трнавац, Народно позориште у Београду
- 2000. А. П. Чехов, “Галеб” режија Стево Жигон, лик Трепљев, Народно позориште у Београду
- 1999. В. Шекспир, “Сан летње ноћи” режија Никита Миливојевиц, лик Филострат, Народно позориште у Београду
- 1998. Ф. М. Достојевски, “Идиот” режија Стево Жигон, лик Иполит, Народно позориште у Београду
- 1997. Ж. Б. П. Молијер, “Тартиф” режија Ласзло Бабарци, лик Валер, Народно позориште у Београду